# Бакаєве
Бака́єве — село в Україні, у Золотоніському районі Черкаської області. Входить до складу Чорнобаївської селищної громади.

## Населення

### Мовний склад
Рідна мова населення за даними перепису 2001 року:
| Мова       | Чисельність, осіб | Доля     |
| ---------- | ----------------- | -------- |
| Українська | 544               | 92,99 %  |
| Російська  | 39                | 6,67 %   |
| Інше       | 2                 | 0,34 %   |
| Разом      | 585               | 100,00 % |

## Географія і клімат
Бакаєве розташоване на Придніпровській низовині та за 70 км від обласного центру — міста Черкаси.
Клімат — помірно континентальний, найпоширеніший тип ґрунтів — чорноземи. Гідрографічна мережа представлена сільським ставком. Широко використовуються підземні води

## Відомі люди
У с. Бакаєве народилися:
- Лук'янець Володимир Лукич (1956—2014), український політик.
- Фень Олександр Федорович (1923—2017) — генерал-майор РА, учасник Другої світової війни.